# Виджаядашами
Виджаяда́шами (бенг. বিজয়াদশমী, канн. ವಿಜಯದಶಮಿ, малаял. വിജയദശമി, маратхи विजयादशमी, непальск. विजया दशमी, там. விஜயதசமி, телугу విజయదశమి) или дашара (бенг. দশেরা, канн. ದಸರ, малаял. ദസറ, маратхи दसरा, телугу దసరా) — индуистский фестиваль, символизирующий победу добра над злом и широко празднуемый индуистами в Индии и за её пределами. В Непале — это крупнейший праздник года, который отмечают последователи разных религий.
Виджаядашами отмечается осенью, на десятый день светлой половины месяца ашвина по индуистскому календарю. В этот день празднуется победа Рамы над демоническим правителем Ланки Раваной и победа Шакти над демоном Махишасурой. Виджая-дашами — это также десятый день Наваратри. В это время наступает период сбора урожая и индуисты поклоняются богине-матери Дурге, прося её благословений на новый урожай.